# PS/V
PS/V（ピーエス・ブイ）は、日本IBMが1992年から発売していた、主に個人向けのパーソナルコンピュータのシリーズである。

## 呼称
正式名称はPS/V。
PS/2、PS/55、PS/1などの「PS/」と、DOS/Vの「/V」を合わせたネーミングと思われる。なお、PS/2、PS/55、PS/1などは略称だが、PS/Vは「PS/V」が正式名称である。

## 概要
PS/Vは、PS/55でMCA路線(一部モデルのみでPC/ATバス)を続けていた日本IBMが、個人向け市場では本格的にPC/ATバスに復帰し、DOS/VおよびOS/2を推進したシリーズである。
PS/1がベースの日本版と考えられる。IBMの独自技術や高品質を売りにしない「IBMの販売するPC/AT互換機」であり、Aptivaの前身である。Micro Channelスロットを廃止してPC-AT拡張バスと一部モデルでVLバスを採用したほか、内部パーツの外部調達率を大幅に引き上げてコストダウンを図っている。1993年末にはFM TOWNS用CD-ROMソフトが動作可能なモデルや拡張カード『FM TOWNS アプリケーション・カード』が発売された。

## モデル
- PS/V(基本モデル)
- PS/V Entry(下位モデル)
- PS/V Master(上位モデル)

当時の高速ビデオチップだったWeitek  Power9000をグラフィックアダプターに搭載しており、WindowsやOS/2等　GUI環境での高速描画が特徴だった。
- PS/V Vision(モニタ一体型。PS/55 5530等の後継。Aptiva Visionの前身)
- Master P120 (DOS/V 5周年記念モデル　P120はPentium 120MHzの実装を意味する。PS/V Masterの後継という位置づけだったが、ビジネス向けPCはIBM PC,コンシューマ向けPCはAptivaにグローバルIBMにおけるブランド再編が行われた後のため｢PS/V｣ の名称はこの製品に使われていない。)
  - 2411-P31 1995年10月 (Windows 3.1プリロードモデル)
  - 2411-P95 1995年10月 (Windows 95 プリロードモデル)

## 競合製品
- 富士通
  - FMVシリーズ
- 日本電気
  - PC-9800シリーズ
- 東芝
  - J-3100

## 影響
- 個人向けモデルでも高価・高品質なイメージが強かったPS/55シリーズと異なり、「本家IBMの出した低価格なPC/AT互換機」というイメージで、日本でのPC/AT互換機およびDOS/V、更にはWindowsの拡大に貢献した。

## 備考
- 日立製作所がDOS/Vに参入する際、一時的にIBMからPS/VをOEMした。またリコーおよび松下電器産業もPS/VのOEM販売を行った。[要出典]
- PS/V Visionでは最初のモデルとなった1993年11月発売の2408-WMB・WMCは、CPUはIBM486SLC2の50MHzを搭載した。WMBとWMCの違いは、ハードディスク容量の違いである。前者は170MB、後者は340MB[2]。翌1994年5月のモデルチェンジでテレビチューナー付きモデルとなった2408-NTB・NTCからは、同じくIBM486SLC2の66MHzが採用された。また1994年10月発売の2408-NDVでは、MPEG VisionとしてMPEGカードを搭載したモデルとして発売された。

## 関連
- PC/AT互換機
- DOS/V
- OS/2
- PS/1
- Aptiva
- ThinkPad